# Anouk Dekker
Manieke Anouk Dekker (* 15. November 1986 in Almelo) ist eine niederländische Fußballspielerin. Sie spielt für den FC Viktoria 1889 Berlin. Dekker absolvierte 87 Einsätze für die niederländische Nationalmannschaft.

## Karriere

### Vereine
Aus der Sport Vereniging Zwaluwen Wierden aus dem gleichnamigen Ort in der Provinz Overijssel hervorgegangen, gelangte Dekker zur Saison 2005/06 zum Bundesligisten FFC Heike Rheine. Ihr erstes von 16 Saisonspielen im Seniorinnenbereich bestritt sie zum Saisonauftakt am 14. August 2005 bei der 0:2-Niederlage im Heimspiel gegen den Hamburger SV über 90 Minuten. Ihr einziges Saisontor erzielte sie am 26. März 2016 (13. Spieltag) beim 7:0-Sieg im Heimspiel gegen den FSV Frankfurt mit dem Treffer zum Endstand in der 90. Minute. Mit drei Toren in 15 Punktspielen der Folgesaison vermochte sie den Abstieg in die 2. Bundesliga auch nicht zu verhindern.
Mit Rückkehr in die Niederlande spielte sie von 2007 bis 2012 in der Eredivisie, aus der sie einmal, danach bis Saisonende 2014/15 in der BeNe League, aus der sie zweimal mit ihrer Mannschaft als Meister hervorgegangen ist. Zudem gewann sie im Jahr 2008 den niederländischen Vereinspokal und kam während ihrer Vereinszugehörigkeit insgesamt neunmal im Wettbewerb der Champions League zum Einsatz, am weitesten gelangte sie in der Saison 2015/16 als sie erst nach jeweils zwei 0:1-Niederlagen nach Hin- und Rückspiel gegen den FC Barcelona im Achtelfinale aus dem Wettbewerb ausschied.
In der Winterpause 2015/16 wechselte sie zum französischen Erstligisten HSC Montpellier. Für den Verein debütierte sie am 17. Januar 2016 (14. Spieltag) bei der 1:2-Niederlage im Heimspiel gegen Paris Saint-Germain. Ihr letztes Punktspiel bestritt sie am 5. Juni 2021 (22. Spieltag) bei der 0:2-Niederlage im Auswärtsspiel gegen den Paris FC. Mit der Mannschaft nahm sie als Zweiter der Meisterschaft 2017 an der Champions League 2017/18 teil. Im Wettbewerb wurde sie in sechs Spielen eingesetzt, bevor sie mit ihrer Mannschaft im Viertelfinale mit zwei Niederlagen gegen den Chelsea FC Women aus dem Wettbewerb ausschied. Nach zwei dritten, einem vierten und einem siebten Platz in den folgenden vier Meisterschaftssaisonen verließ sie den Verein.
Nach fünfeinhalb Jahren wechselte sie zum portugiesischen Erstligisten Sporting Braga, für den sie in 36 Punktspielen sieben Tore erzielte und den sie am Saisonende 2022/23 verließ. Seit September 2023 spielt sie für den FC Viktoria 1889 Berlin in der drittklassigen Regionalliga Nordost.

### Nationalmannschaft

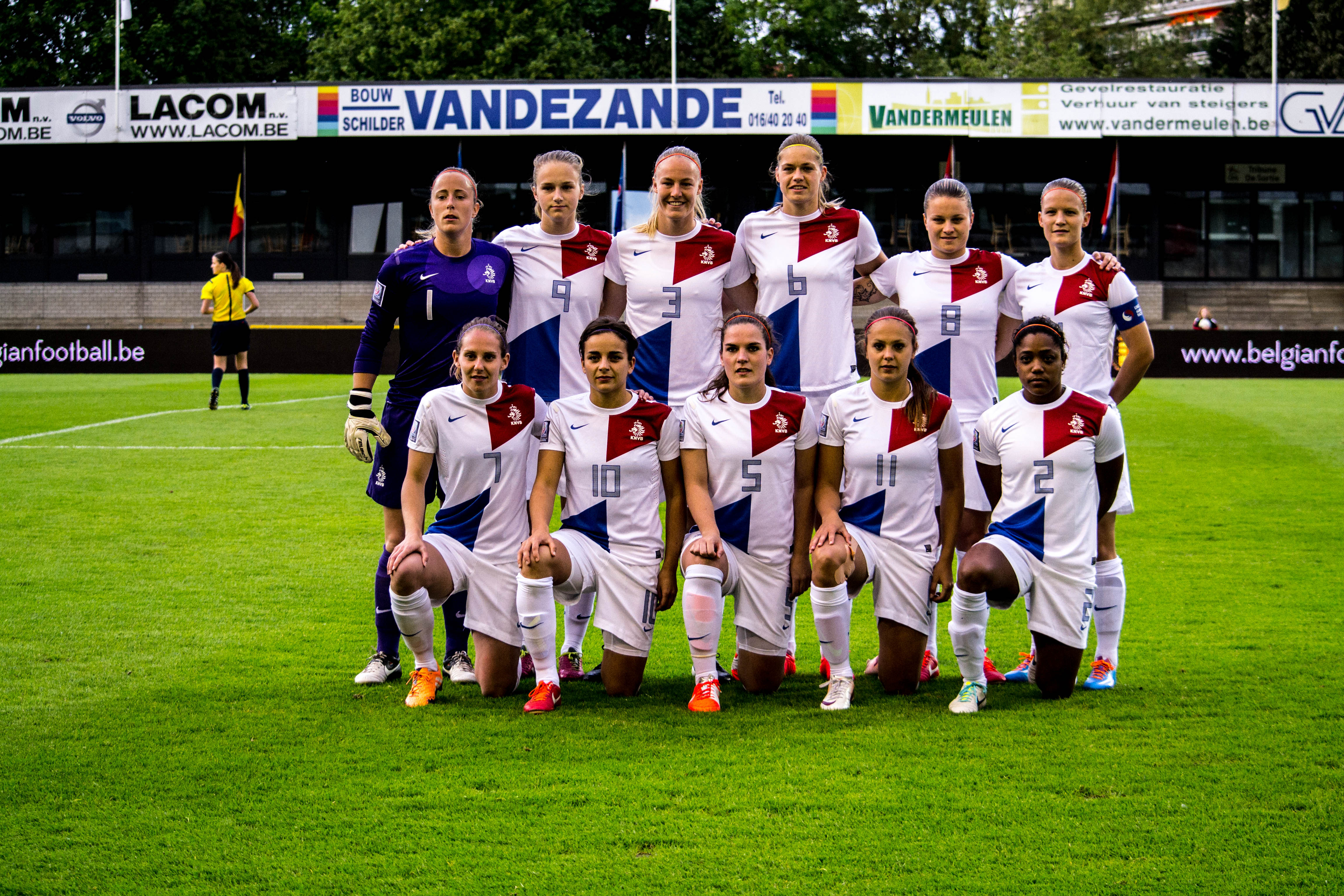
Dekker (Nr. 6) mit der Elftal am 7. Mai 2014 vor dem Spiel gegen Belgien

Dekker nahm als 16-Jährige mit der U19-Nationalmannschaft im September 2003 an der Qualifikation zur Europameisterschaft 2004 teil und erreichte im Turnier in Mazedonien die zweite Runde. Dabei erzielte sie beim 19:0-Sieg gegen Mazedonien, nachdem sie zur zweiten Halbzeit eingewechselt wurde, zwei Tore. In der zweiten Runde im April 2004 belegten sie aber nur den letzten Platz in der Gruppe. Fünf Monate später war sie beim erneuten Versuch wieder dabei. Beim Miniturnier in Österreich qualifizierten sie sich zusammen mit den Gastgeberinnen für die zweite Runde, scheiterten in dieser aber trotz Heimvorteil an Finnland. Damit endete ihre Zeit in der U-19-Mannschaft.
Vier Jahre später wurde sie dann im November 2009 zum ersten Mal zu einem Länderspiel der niederländischen A-Nationalmannschaft eingeladen.
Ihr Debüt in der Frauen-Elftal gab sie kurz nach ihrem 23. Geburtstag am 21. November 2009 im WM-Qualifikationsspiel gegen Belarus. Bis August 2010 wurde sie danach regelmäßig eingesetzt, u. a. beim Zypern-Cup 2010 im Spiel um Platz 3 gegen die Schweiz. Von Dezember 2010 bis Ende 2012 kam sie dann zu keinen weiteren Einsätzen. Erst am 9. Februar 2013 und beim Zypern-Cup 2013 wurde sie wieder eingesetzt. Nach zwei weiteren Testspieleinsätzen wurde sie dann auch für die EM 2013 berücksichtigt, bei der sie zwei Spiele bestritt. Nach der wenig erfolgreichen EM war sie dann in den folgenden WM-Qualifikationsspielen Stammspielerin. Am 27. November 2014 qualifizierte sich die Mannschaft durch ein 2:1 im Playoff-Rückspiel in Italien erstmals für die WM der Frauen. Sie gehörte auch zum Kader für den Zypern-Cup 2015, wurde aber nur in zwei Spielen eingesetzt.
Am 15. April 2015 wurde sie zunächst in den vorläufigen Kader für die WM 2015 berufen und dann auch am 10. Mai in den endgültigen Kader. Mit einer Größe von 182 cm war sie die längste Spielerin des Kaders. Bei der WM kam sie in den vier Spielen ihrer Mannschaft zum Einsatz, schied aber durch eine 1:2-Niederlage gegen Titelverteidiger Japan im Achtelfinale aus.
2017 gewann sie mit ihrer Mannschaft den Europameistertitel in ihrer Heimat und verpasste dabei keine Minute.
In der Qualifikation für die WM 2019, in der sie neun Spielen ihrer Mannschaft eingesetzt wurde, musste sie mit ihrer Mannschaft aber in die Playoffs der besten Gruppenzweiten, wo sie sich gegen EM-Finalgegner Dänemark und die Schweiz durchsetzten. Im letzten Playoff-Spiel gegen die Schweiz erhielt sie in der siebten Minute nach einer Notbremse die Rote Karte und war damit für das erste WM-Gruppenspiel gesperrt. Bei der WM hatte sie vier Einsätze und erzielte beim 2:1-Sieg im Gruppenfinale gegen Kanada das erste Tor. Nach sechs Siegen verloren die Niederländerinnen nur im Finale gegen Titelverteidiger USA. Bereits mit dem Halbfinaleinzug hatten sich die Niederländerinnen erstmals für die Olympischen Spiele qualifiziert.
Bei den wegen der COVID-19-Pandemie um ein Jahr verschobenen Olympischen Spiele 2020 in Tokio hatte sie nur einen Kurzeinsatz beim 8:2-Sieg gegen China.  In der Qualifikation für die EM 2022  wurde sie viermal eingesetzt. In der Qualifikation für die WM 2023 saß sie zweimal nur auf der Bank. Für die WM wurde sie nicht nominiert.

## Erfolge
Nationalmannschaft
- Vizeweltmeisterin 2019
- Europameisterin 2017

FC Twente
- Niederländischer Meisterin 2011, 2013, 2014
- KNVB-Pokal-Siegerin 2008

## Auszeichnungen
- Aufnahme ins „UEFA Team of the Tournament“ der EM 2017[15]